# ویتمن تی. ویلی
ویتمن تی. ویلی (به انگلیسی: Waitman Thomas Willey) سناتور سابق عضو حزب جمهوری‌خواه ایالات متحده آمریکا بود. وی در سال ۱۸۶۱ تا ۱۸۷۱ میلادی سناتور ایالت ویرجینیا در سنای ایالات متحده آمریکا بود.